# 横浜スカーフ
横浜スカーフ（よこはまスカーフ）は、横浜市の地場産業として生産されてきたスカーフ類である。最盛期の1976年（昭和51年）には日本国内生産量の90%、世界生産量の50%を横浜スカーフが占めた。

## 歴史
1859年（安政6年）に横浜港が開港して間もなく江戸・麹町の呉服商加太八兵衛が横浜で外国人相手の絹織物商を開業した。これが横浜における絹織物産業のはじまりである。当時の横浜は攘夷思想を持つ浪人が、外国人と取引する商人に危害を加えると脅かす、危険な状態であった。加太商店も一時営業を取りやめ、1864年（元治元年）に縁故の椎野正兵衛に事業を譲った。1873年（明治6年）、オーストリア政府はウィーン万国博覧会開催に際し、日本政府に出品を勧誘した。日本政府は旅費を支給して出品者を渡航させることとなり、絹織物業者からは椎野正兵衛が選ばれた。この時の見聞により製織が改善され、羽二重手拭や寝衣が輸出されるようになったと伝えられるが、1880年（明治13年）のメルボルン万国博覧会が始まりであるとする説、1875年（明治8年）にアメリカの商社の注文により輸出を始めたとする説もある。1887年（明治20年）頃には染色業者により染色され、主に中村川周辺の「ハンカチ女」と呼ばれた主婦の内職により縁縫いが行われるようになった。荷役労働者の日当が天保銭20～30銭だった時代に、彼女たちは1日に15～20銭の稼ぎを上げ、休日にはハンカチを首に巻き伊勢佐木町の賑座へ芝居見物に繰り出した。この芝居小屋は「ハンカチ芝居」と呼ばれたりもした。1936年（昭和11年）当時の横浜市内の内職従事者4,411人のうち1,338人がハンカチの加工に従事していた。
1887年頃から輸出業者が増え、輸出先もイギリスを中心としたヨーロッパにまで拡大した。1889年（明治22年）には横浜輸出絹手巾組合が設立された。1890年（明治23年）には、フランス人商人のメニールが、本国から呼び寄せた技術者に、羽二重の布地に木版捺染したハンカチを作らせた。これはフランスで好評を博し、これ以降木版捺染を行う業者が増加した。メニールは1892年（明治25年）に山下町に染色工場を開設。フランスから染色機械を取り寄せ、日本で初めてモスリンの染色仕上げを行った。1891年に創業した秋山捺染工場は、型紙を使い刷毛で刷りこむ更紗捺染に成功した。これはのちのスクリーン捺染の基礎となるものである。ミシンが導入されたのも明治中期頃からで、1894年（明治27年）頃からは輸出が急増していった。
横浜で絹のハンカチが地場産業として成り立った要因として、外国商館が山下町に集まり、継続した発注があったこと、横浜は生糸の集積地であり、輸出絹物売込商が外国商館近くに事務所を構えたこと、縁かがりなどの内職従事者や捺染に使われる木版の技術者の人材がそろっていたこと、捺染や染色に不可欠な水洗用の水利が大岡川や帷子川で得られたことによるものと考えられる。1899年の清水港開港以前は茶葉も横浜港の主要輸出品であった。輸出用茶葉を入れる木箱には木版刷りのラベルが貼ってあり、このラベルを刷った職人がハンカチも刷ったと考えられている。
1923年（大正12年）9月1日に発生した関東大震災の被害は甚大で、横浜輸出絹業復興会の調査によると商社や加工業など絹業者全体の被害は631社、推定被害総額は約5080万円にのぼり、残った染色工場はわずか3か所であった。絹業者の多くは神戸市に移り、外国商館も神戸市や大阪市に避難したり、本国に引き揚げるところが相次いだ。特に、最盛期（1918年）に60社あったインド商館は絹織物輸出額の3割を占め、アメリカやヨーロッパのほかビルマやラングーン、上海にも販路を持っていた。横浜市はインド商館を再び受け入れるために尽力し、1924年（大正13年）には16社が横浜に戻った。1924年末には工場数、職工数も震災前を上回るほどの復興を遂げた。
1929年～1930年頃にはスクリーン捺染の技術が導入された。1934年（昭和9年）、ある絹織物加工店の従業員が外国雑誌でスカーフを知り、ハンカチの絵柄を拡大した見本をイギリス商館に売り込んだところ数週間後に大量の注文が来た。これが、スカーフが輸出された始まりである。1937年（昭和12年）の支那事変の前後には、世界最大の絹織物輸出国であった中国の生産量が激減し、欧米の商人は代替の生産地を日本に求めた。この頃からは、横浜市南区の大岡川沿いや保土ケ谷区の帷子川沿いには捺染工場が多く建てられ、川の水が染料で赤や青に染まった。しかし1943年（昭和18年）の企業整備令により、108か所あった染色工場のうち92工場が整理の対象となった。残った工場も軍用衣料の染色工場となり、その多くが1945年（昭和20年）5月の横浜大空襲で焼失した。
1947年（昭和22年）の貿易再開当初は、戦時中の販路喪失により土産物程度にとどまっていたが、やがて輸出は増加し、川沿いの捺染工場も再興していった。過当競争による質の低下や、最大の輸出先であるアメリカの関税引き上げなどの問題も生じた。1952年には日本輸出スカーフ製造協同組合が組織され、対応にあたった。内需に関しては、昭和20年代後半の糸へん景気に加え、1952年から1954年にかけてNHKラジオで放送されたラジオドラマに続き1953年映画化された『君の名は』で「真知子巻き」が大流行し、ロングスカーフの売れ行きが大きな伸びを示したことが特筆される。1954年（昭和29年）にアメリカで成立した「可燃性織物法」は横浜スカーフの約70%が適用を受け、輸出不可となった。この法律は、一定条件下で縦6インチ×横2インチの布辺が3.5秒以内に燃え尽きると不合格となるものである。成立の背景には、日本製スカーフが大量に輸入され、アメリカ国内のスカーフ産業がダメージを受けていたことがあった。これにより横浜の捺染業のみならず群馬県や福井県などの繊維産業も打撃を受けた。繊維・染色業界は国や県の工業試験場の指導を受け、難燃加工の研究を重ねた。
1955年（昭和30年）頃にはディオールやイヴ・サン＝ローランなどのブランドが横浜スカーフの品質に着目し、委託生産を行うようになった。この頃から化学繊維が登場。これに対応した捺染技術が開発されて、手ごろな価格の製品が輸出されるようになった。1961年（昭和36年）には、労働力不足の対策として自動スクリーン捺染機の導入が始まった。フランスから輸入された「アルサス式自動走行捺染機」と、日本で開発された「一の瀬式」があり、アルサス式は300万円と比較的安価であるが生産性は劣っていた。一の瀬式は2000万円と高価であるが全自動で、生産性は高かった。
可燃性織物法などのアメリカの間接的な輸入規制に対処するためアフリカや中近東へも販路を広げ、1965年（昭和40年）頃からは東側諸国への輸出も始まり、横浜スカーフは世界中に輸出されるに至った。1971年（昭和46年）のニクソン・ショック、1973年（昭和48年）のオイルショックによる輸出需要の変動があったが、1950年に975万ドルであった輸出実績は1964年に5000万ドルを越え、1976年には1億3170万ドルとピークを迎えた。日本国内向けも、1976年が推定出荷金額221億円、出荷枚数2790万枚とピークであった。1976年の秋頃からは、不況による買い控えや、ファッションの流行がカジュアルなものに移ったことで内需が大幅に減少した。捺染業界では、傘用布地やエプロン、こいのぼりなどに活路を求めた。
1980年代後期から1990年代初頭にかけてのバブル景気の頃には日本国外のファッションブランドのライセンス生産が主力となったが、その後の不況などにより1993年にディオールとの契約が終了。2015年にはバーバリーと三陽商会との契約終了により日本国外のブランドの横浜スカーフは姿を消した。

## 現況

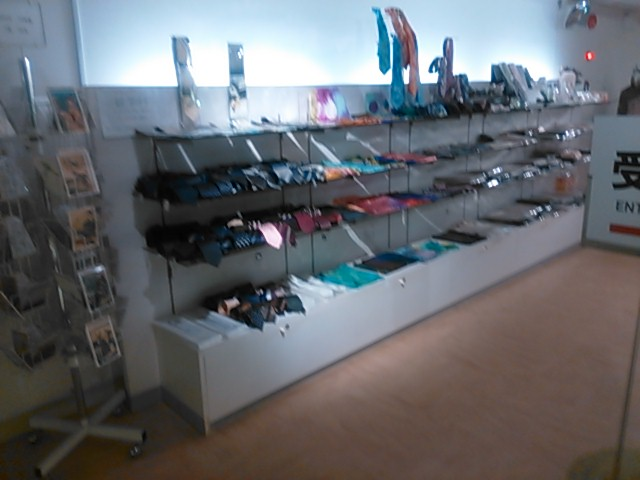
シルク博物館のミュージアムショップで販売されているスカーフ類

捺染会社の数は昭和末期の約130社から2014年（平成26年）には15～6社にまで減少。出荷量も、1976年のピーク時のおよそ10分の1程度と推測される。現存する企業はスカーフの製造以外を主力業務としており、原則として受注がない限りスカーフの製造は行っていない。横浜スカーフは、中区山下町のシルクセンター内のシルク博物館ミュージアムショップのほかランドマークプラザや横浜赤レンガ倉庫などの小売店で販売されている。
金沢区の横浜市工業技術支援センターには約4万点のスカーフのデザインのアーカイブがあり、みなとみらい線の電車の座席や土産菓子のパッケージにも採り入れられている。
椎野正兵衛商店は1945年に2代目により店を閉じたが、4代目にあたる椎野秀聰は、2002年に横浜スカーフを扱う店舗を再興した。

## 業界構造
横浜スカーフの受注から出荷にいたるまでは複雑な分業体制を採っている。以下では、輸出向け捺染スカーフを例にとる。
日本国外からの発注が輸出商社にもたらされると、それを製造業者に発注する。製造業者は図案をデザイナーに依頼。発注者の納得が得られたなら、輸出商社は原料となる反物（原反）を仕入れ、製造業者に送付する。製造業者は図案に沿った型の製造を製版業者に依頼する。そこで作られた型は原反とともに捺染工場に送られ、捺染・蒸しの工程ののち水洗業者の手により水洗・乾燥が行われ、さらに整理業者により幅出し、つや出しの工程が行われ、捺染工場を経由して製造業者に納入される。染色が済んだ半製品は縫製加工業者から家庭内職に出され、縁巻加工される。再び縫製加工業者に集められた製品はアイロン掛け・折りたたみなどの仕上げが行われ完成品となる。このように、製造業者は分業のまとめ役として問屋のような機能を果たしている。ほとんどの場合は、整理業者は無地染色業者がその設備を利用して兼営している。商社が製造業者を兼営している例も多く見られる。

### 水洗
水洗工程は、捺染と色止めのための蒸しを行ったあと余分な染料と糊を洗い流すものである。横浜では主に、水量の豊富な帷子川では人絹などの厚手のもの、比較的水量の少ない大岡川では絹などの薄物の水洗が行われた。第二次世界大戦後はスクリーン捺染法が盛んになり、捺染と水洗の分業化が進んだ。1954年には、帷子川に近い旭区鶴ケ峰に協同水洗施設が建設され、近代化が進んだ。この施設は当初大岡川沿いの港南区上大岡に計画されていたが、大岡川は夏には水が涸れてしまうため、鶴ケ峰に変更されたものである。両河川の水量の減少や生活排水の流入により水洗業者は厚木市、相模原市や平塚市に移転したが、河川からは締め出されていった、金沢工業団地でも捺染業者が誘致されたが、水道料金の高額な横浜を離れ、安価な地下水が利用できる山形県、秋田県、福島県に移転した業者も多くある。

### スカーフとハンカチーフ
繊維・染色業界では、24インチ（60.96cm）×24インチ未満の正方形のものをハンカチーフ、10インチ（25.4cm）×24インチ以上のものをスカーフと称している。